# Manínsky potok
Manínsky potok – ciek wodny w Manínskiej vrchovinie na Słowacji, lewobrzeżny dopływ Wagu. Długość ok. 9,5 km.
Źródła Manińskiego Potoku znajdują się na wysokości ok. 600 m n.p.m., w miejscu zwanym Pod Jedlovnikom, na terenie wsi Vrchteplá. Potok spływa początkowo na południe, po czym poniżej wymienionej wyżej wsi skręca generalnie w kierunku zachodnim. Przecinając zachodni grzbiet Sulowskich Skał, a następnie przebijając się między Wielkim i Małym Manínem tworzy bardzo malowniczą dolinę, w ciągu której wyróżniają się oba odcinki przełomowe: Kostolecká tiesňava i Manínska tiesňava. Uchodzi do Wagu na wysokości ok. 295 m n.p.m. w miejscowości Považská Teplá (obecnie w granicach Powaskiej Bystrzycy).
Doliną Manińskiego Potoku biegnie droga Považská Teplá – Záskalie – Kostolec – Vrchteplá.